# Saison 2014 des Yankees de New York
La saison 2014 des Yankees de New York est la 114e saison en Ligue majeure de baseball pour cette franchise.
Elle est marquée par la tournée d'adieu du capitaine et joueur vedette Derek Jeter, qui se retire après 20 saisons, toutes avec les Yankees. Le club new-yorkais remporte 84 victoires et encaisse 78 défaites, un revers de plus que l'année précédente, pour terminer au second rang de la division Est de la Ligue américaine, loin derrière les Orioles de Baltimore, qui remportent le titre avec 12 matchs d'avance. Les Yankees, qui ratent par 4 victoires une qualification comme meilleurs deuxièmes, sont écartés des séries éliminatoires pour la 2e saison consécutive, ce qui ne s'était pas produit depuis les années 1992 et 1993.

## Contexte
Les Yankees terminent la 2013 avec 85 victoires et 77 défaites et partagent le 3e rang de la division Est de la Ligue américaine avec les Orioles de Baltimore. Après avoir perdu 10 matchs de plus qu'en 2012, ils ratent les séries éliminatoires pour la 2e fois seulement en 19 saisons. Au cours de cette saison, les blessés sont si nombreux chez les Yankees que le club utilise 56 joueurs différents dans l'année, un record de franchise.

## Intersaison
Une des équipes les plus actives durant l'hiver 2013-2014, les Yankees mettent sous contrat plusieurs joueurs autonomes. Après 9 saisons chez les Braves d'Atlanta, le receveur Brian McCann signe un contrat de 5 ans avec New York le 3 décembre 2013. Le voltigeur de centre étoile Jacoby Ellsbury, qui vient de remporter la Série mondiale 2013 avec les Red Sox de Boston,  passe aux Yankees le 7 décembre lorsqu'il accepte une entente de 153 millions de dollars pour 7 saisons. Le 19 décembre, c'est au tour du voltigeur étoile Carlos Beltrán, qui était avec les Cardinals de Saint-Louis dans le camp perdant de la dernière Série mondiale, de rejoindre les Yankees, fort d'un contrat de 3 saisons.
Les Yankees remportent la course pour mettre sous contrat le lanceur des ligues japonaises, Masahiro Tanaka. Le droitier signe le 22 janvier 2014 un contrat de 155 millions de dollars US pour 7 ans avec New York.
Le club du Bronx perd aussi au jeu des agents libres : la plus lourde perte est le joueur de deuxième but vedette Robinson Canó qui, après 9 ans chez les Yankees, accepte le 12 décembre 2013 un contrat de 240 millions pour 10 ans chez les Mariners de Seattle.
Après 4 saisons chez les Yankees, le voltigeur Curtis Granderson reste à New York mais passe aux Mets, qui lui offrent un contrat de 4 ans. Après avoir disputé ses 7 premières saisons avec les Yankees, le lanceur droitier Phil Hughes rejoint les Twins du Minnesota pour 3 ans.
Le départ de Canó et quelques autres facteurs contribuent à une situation incertaine dans l'avant-champ des Yankees : le premier but Mark Teixeira doit revenir au jeu en 2014 mais n'a disputé que 15 matchs en 2013, Derek Jeter a été limité à 17 parties la saison précédente en raison de blessures et sa capacité à évoluer à l'arrêt-court plutôt qu'au poste de frappeur désigné soulève des doutes. Enfin, le 11 janvier, un arbitre rejette l'appel du joueur de troisième but Alex Rodriguez et confirme que la vedette des Yankees est suspendu jusqu'en 2015 pour dopage, à la suite de son implication dans l'affaire Biogenesis. Afin de pallier ces soucis potentiels, les Yankees mettent sous contrat trois joueurs de deuxième but : Brian Roberts, fréquemment blessé dans les dernières années à Baltimore, l'ancien des Athletics d'Oakland Scott Sizemore et l'ancien des Rays de Tampa Bay Kelly Johnson. Ils renouvellent aussi pour 2 ans le contrat de l'excellent arrêt-court défensif Brendan Ryan, qui avait rejoint les Yankees en septembre 2013.
Le droitier Hiroki Kuroda, valeur sûre de la rotation de lanceurs partants des Yankees depuis 2012, signe un nouveau contrat pour une 3e saison à New York. Le lanceur de relève gaucher Matt Thornton s'amène de Boston comme agent libre et accepte un contrat de 2 ans.
Le joueur de premier but Lyle Overbay rejoint les Brewers de Milwaukee après une seule saison chez les Yankees. Le receveur principal du club en 2013, Chris Stewart, est échangé aux Pirates de Pittsburgh. Le releveur gaucher David Huff est transféré aux Giants de San Francisco. On laisse partir le voltigeur et frappeur désigné Vernon Wells. Le lanceur droitier Joba Chamberlain, fréquemment blessé au cours de ses 7 années à New York, rejoint les Tigers de Détroit. Le troisième but Jayson Nix quitte pour les Rays de Tampa Bay et Kevin Youkilis, vétéran troisième but blessé depuis le mois de juin précédent, va poursuivre sa carrière au Japon. Le releveur gaucher Boone Logan signe pour 3 ans chez les Rockies du Colorado.
Le 12 février 2014, le joueur étoile et capitaine des Yankees Derek Jeter annonce que la saison 2014 sera la dernière de sa carrière.
La masse salariale des Yankees, la 2e plus élevée du baseball majeur, s'élève à 203 millions de dollars US en 2014. Dépassés par les Dodgers de Los Angeles, c'est la première fois en 15 ans que les Yankees ne sont pas l'équipe dépensant le plus parmi les 30 clubs de la ligue.

## Calendrier pré-saison
L'entraînement de printemps 2014 des Yankees se déroule du 25 février au 29 mars.

## Saison régulière
La saison régulière de 162 matchs des Yankees débute le 1er avril par une visite aux Astros de Houston et se termine le 28 septembre suivant. Le premier match local au Yankee Stadium est joué le 7 avril contre les Orioles de Baltimore.

### Classement
| Ligue américaine (Division Est) | V  | D  | %    | Diff. | Diff. (séries) |
| ------------------------------- | -- | -- | ---- | ----- | -------------- |
| Orioles de Baltimore            | 96 | 66 | ,593 | -     | -              |
| Yankees de New York             | 84 | 78 | ,519 | 12    | 4              |
| Blue Jays de Toronto            | 83 | 79 | ,512 | 13    | 5              |
| Rays de Tampa Bay               | 77 | 85 | ,475 | 19    | 11             |
| Red Sox de Boston               | 71 | 91 | ,438 | 25    | 17             |

### Avril
- 6 avril : Deux coups sûrs à Toronto face aux Blue Jays permettent à Derek Jeter, des Yankees, de hausser son total en carrière à 3 320, au 8e rang de l'histoire devant Paul Molitor[32].

### Juin
- 3 juin : Masahiro Tanaka est élu meilleur lanceur du mois dans la Ligue américaine et devient la première recrue des Yankees à recevoir cet honneur de sa création en 1979[33].

### Juillet
- 22 juillet : Les Yankees reçoivent le joueur de troisième but Chase Headley et une somme d'un million de dollars des Padres de San Diego, en échange du joueur de troisième but Yangervis Solarte et du lanceur droitier des ligues mineures Rafael De Paula[34].

### Août
- 9 août : Dans un match face aux Indians de Cleveland, Derek Jeter réussit son 3 431e coup sûr en carrière pour dépasser Honus Wagner au 6e rang de l'histoire[35].

### Septembre
- 21 septembre : Au Yankee Stadium, Brett Gardner frappe contre Drew Hutchison des Blue Jays de Toronto le 15 000e circuit de l'histoire des Yankees, un record du baseball majeur[36].
- 24 septembre : Battus à domicile par Baltimore, les Yankees sont officiellement éliminés des séries éliminatoires[37]. C'est la première fois qu'ils les ratent deux années de suite depuis les saisons 1992-1993. C'est aussi la première fois depuis 1993 que les séries de fin de saison sont jouées sans les Yankees ou les Red Sox de Boston[38].